# Bath Royal Literary and Scientific Institution
Die Bath Royal Literary and Scientific Institution (BRLSI) ist eine gemeinnützige Stiftung zur Förderung der Wissenschaften, Literatur und Kunst.

## Geschichte
Im frühen 19. Jahrhundert wurde vermehrt vorgeschlagen eine lokale Institution für Wissenschaft und Literatur in Bath zu gründen. Als nach einem Brand eine Baulücke in zentraler Lage entstanden war, überzeugte ein Abgeordneter den Eigentümer, auf diesem Grundstück das permanente Quartier der ersten Gesellschaft zu errichten. Das von George Allen Underwook errichtete Gebäude bot große Flächen für die umfangreiche Sammlung von Fundstücken aus römischer Zeit, der Bibliothek und den geologischen Stücken. Der erste Kurator des Museums, William Lonsdale, behauptete die vollständige Stratifikation der britischen Inseln zeigen zu können.

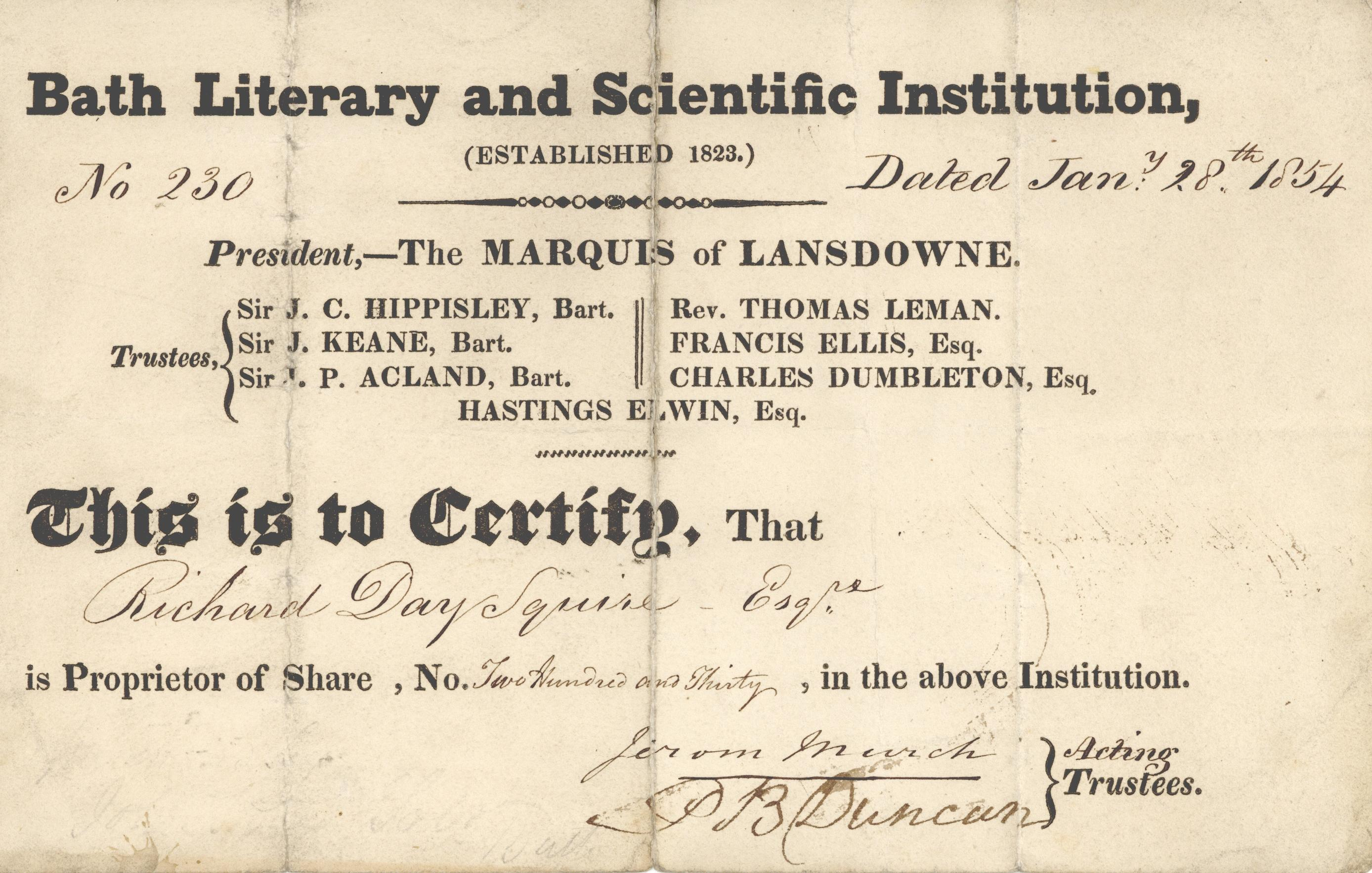
Aktie der Bath Literary and Scientific Institution von 28. Januar 1854

Die offizielle Eröffnung fand 1824 statt. Das Prestige der Institution wuchs schnell und 1830 bot der damalige Duke of Clarence, der spätere König Wilhelm IV., der Gesellschaft königliche Patronage und damit eine Royal Charter an. 1837 gestattete Königin Victoria die Verwendung des Attributs „Royal“ im Namen zu führen.
Um 1850 gewann die Gesellschaft zwei einflussreiche Mitglieder, Leonard Jenyns und den Geologen Charles Moore, die ein geologisches und naturgeschichtliches Museum für die Gesellschaft einrichteten.
1858 hatten die Mitglieder genügend Spenden gesammelt, das Gebäude am Terrace Walk samt dem Botanischen Garten bis zum Fluss Avon zu erwerben. Die Bibliothek konnte mit Spendengeldern um wertvolle Bücher erweitert werden. Zusätzlich erweiterten Hinterlassenschaften bekannter Gelehrter die Sammlungen.
Als am Ende des 19. Jahrhunderts viele Gesellschaften finanziell schwächelten, verschmolzen sie mit anderen Gesellschaften. So vermschmolz das Bath Athenaeum 1899 mit der BRLSI.
1924, zum hundertjährigen Bestehen der Gesellschaft wurde eine Renovierung der Gebäude vorgeschlagen. Diese Pläne wurden zurückgestellt, als die Verkehrsplanung von Bath den Abriss der Gebäude vorsahen. 1932 war der Umzug an den Queen Square in die Gebäude von William Oliver vollzogen. In dieser Zeit kamen weitere Stücke zur Sammlung der BRLSI hinzu, darunter zahlreiche Kalotypien des britischen Fotopioniers Francis Lockey.

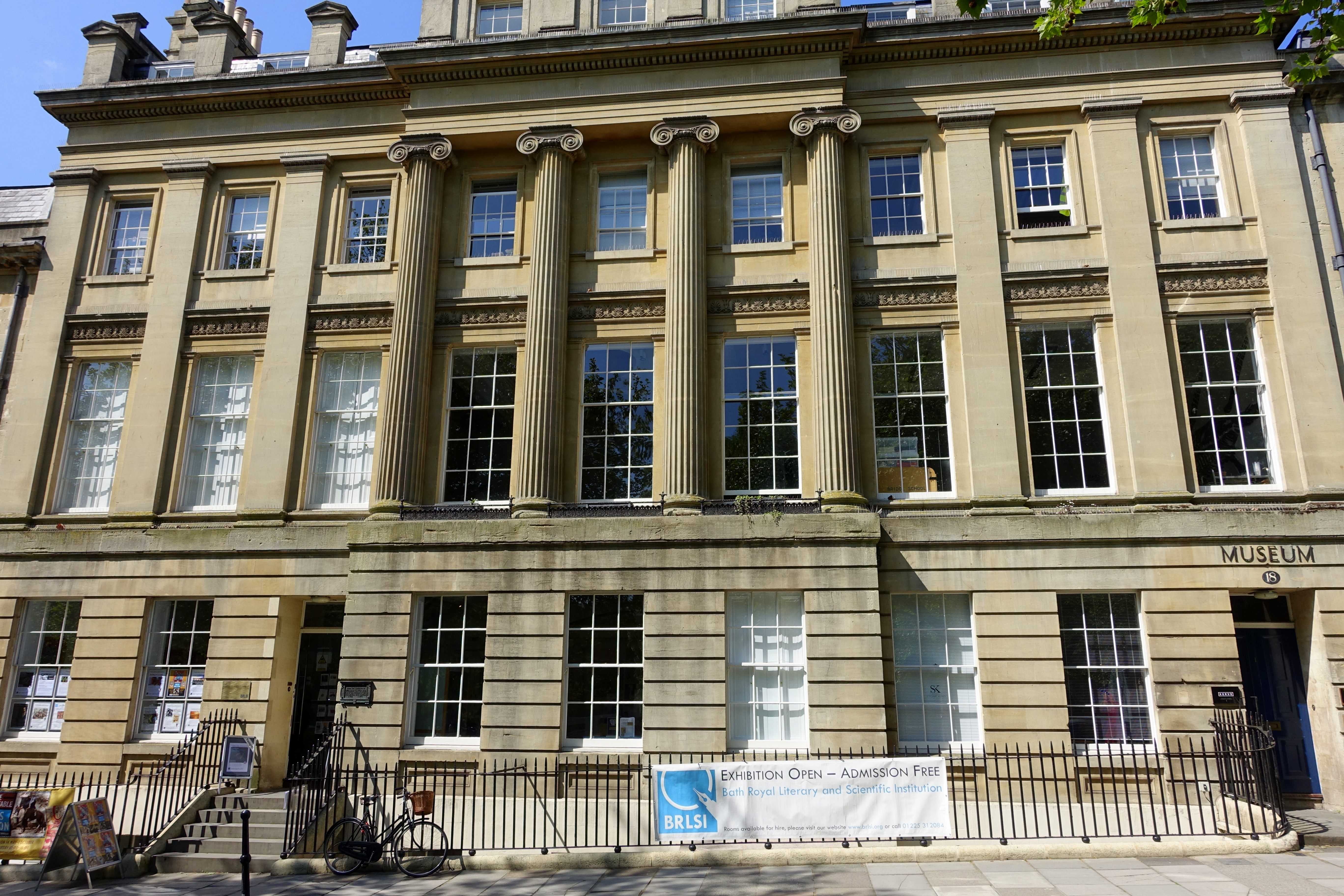
Gebäude der BRLSI am Queen Square

Während des Zweiten Weltkriegs wurden die Gebäude in Bath durch die Admiralität beschlagnahmt und erst 1959 an das Bath City Council zurückgegeben. Viele Objekte der BRLSI-Sammlung waren in anderen Museen und Bibliotheken eingelagert oder ausgestellt worden. Bücher waren verkauft worden, um die Einrichtung der Bath City Reference Library zu finanzieren, die 1964 am Queens Square eröffnet wurde. 1974 transferierte eine Reorganisation der Verwaltung den Eigentumstitel an der Sammlung der BRLSI an das Avon County Council, was Bedenken bei den Bewohnern von Bath erregte. 1988 hatte sich die Friends of BRLSI Steering Group geformt und versuchte die frühere Gesellschaft wiederzubeleben. 1993 wurde die BRLSI neu gegründet. Die neue Stiftung erhielt treuhänderische Aufsicht über die verbleibende Sammlung. Im Mai des gleichen Jahres wurde eine Eröffnungsausstellung der verbleibenden Sammlung eröffnet und zum ersten Mal seit 50 Jahren wurden neue Mitglieder für die BRLSI geworben.
Seit 1993 hat sich das gesellschaftliche Leben wieder eingespielt. Ca. 130 Lesungen und Vorträge werden jährlich veranstaltet, bei denen Redner aus der Gesellschaft, aber auch führende Wissenschaftler und Denker auftreten. Wechselnde Ausstellungen der verschiedenen Sammlungen werden veranstaltet. Die Sammlungen wachsen wieder durch Akquisitionen oder durch Vermächtnisse, beispielsweise eine Sammlung wertvoller Dokumente des Adelard von Bath.

## Organisation
Das aufsichtsführende Gremium ist das Board der Gesellschaft. Es ist besetzt mit ernannten und gewählten Direktoren:
- zwei ernannte Direktoren von der University of Bath
- ein ernannter Direktor von der Bath Spa University
- ein Direktor von der West of England Geologist Association
- ein Direktor vom Bath and North East Somerset Council (oder einem entsprechenden Stellvertreter)
- bis zu zwei weiteren Direktoren von lokalen Institutionen nach Wahl der Direktoren.
- acht von der jährlichen Hauptversammlung gewählten Direktoren

Direktoren werden rollierend für drei Jahre ernannt oder gewählt und es dürfen maximal drei aufeinanderfolgende Perioden absolviert werden. Das Board beaufsichtigt das Management Committee, welches von Sub-Committees unterstützt wird, deren Vorsitzende Mitglieder der BRLSI sein müssen:
- Collection S-C (Spenden)
- Finance-S-C (Buchhaltung und Reporting)
- Membership-S-C (Mitglieder)
- Premises-S-C (Grundstück und Gebäude)
- Programme-S-C (Programme)
- Publications-S-C (Veröffentlichungen)
- Publicity-S-C (Öffentlichkeitsarbeit)
- Staff-S-C (Mitarbeiter)
- Website-S-C (Webseite)